# Гурве
Гурве, (порт. Gurúè; до 1975 года назывался Вила-Жункейру (Вила-Жункувиро)) — город в Мозамбике, расположен в провинции Замбезии.

## Географическое положение
Центр города располагается примерно в 350 км как от Келимане так и от Нампулы, на высоте 704 метров над уровнем моря.

## Экономика и транспорт
Экономика города основана главным образом на чайных плантациях (90 %); имеются также кофейные плантации, выращиваются фрукты. Ближайший к Гуруэ аэропорт расположен в городе Квамбе.

## Демография
В 2012 году в городе проживало 127 953 человека.